# Fenerbahçe Spor Kulübü 2023-2024 (pallavolo femminile)
Questa voce raccoglie le informazioni riguardanti il Fenerbahçe Spor Kulübü nelle competizioni ufficiali della stagione 2023-2024.

## Stagione
Il Fenerbahçe Spor Kulübü utilizza la denominazione sponsorizzata Fenerbahçe Opet nella stagione 2023-24.
Dopo il primo posto nella regular season di Sultanlar Ligi, conquista il suo settimo scudetto vincendo la finale dei play-off scudetto contro l'Eczacıbaşı in cinque gare. Si aggiudica anche la sua quarta coppa nazionale, sempre ai danni dell'Eczacıbaşı; esce invece sconfitto in Supercoppa turca, perdendo in cinque set contro il VakıfBank.
In ambito europeo è di scena in Champions League, dove viene eliminato dalle italiane della Pro Victoria, perdendo al golden set in semifinale.

## Organigramma societario
Area direttiva
- Presidente: Ali Koç

Area tecnica
- Allenatore: Stefano Lavarini
- Allenatore in seconda: Andrea Mafrici, Krystian Pachliński
- Assistente allenatore: Salih Tavacı
- Scoutman: Artun Aksan

## Rosa
| N° | Nome                  | Ruolo | Data di nascita   | Nazionalità sportiva |
| -- | --------------------- | ----- | ----------------- | -------------------- |
| 1  | Gizem Örge            | L     | 26 aprile 1993    | Turchia              |
| 3  | Magdalena Stysiak     | O     | 3 dicembre 2000   | Polonia              |
| 5  | Ergül Avcı            | C     | 24 luglio 1987    | Turchia              |
| 6  | Ada Germen            | S     | 24 giugno 1997    | Turchia              |
| 7  | Cansu Çetin           | L     | 23 maggio 1993    | Turchia              |
| 8  | Aslı Kalaç            | C     | 13 dicembre 1995  | Turchia              |
| 9  | Meliha İsmailoğlu     | S     | 17 settembre 1993 | Turchia              |
| 10 | Arina Fedorovceva     | S     | 19 gennaio 2004   | Russia               |
| 12 | Ana Cristina de Souza | S     | 7 aprile 2004     | Brasile              |
| 13 | Meryem Boz            | O     | 3 febbraio 1988   | Turchia              |
| 14 | Eda Erdem             | C     | 22 febbraio 1987  | Turchia              |
| 15 | Irina Fetisova        | C     | 7 settembre 1994  | Russia               |
| 17 | Bojana Živković       | P     | 29 marzo 1988     | Serbia               |
| 18 | Buse Ünal             | P     | 29 luglio 1997    | Turchia              |
| 44 | Melissa Vargas        | O     | 16 ottobre 1999   | Turchia              |
| 88 | Beril Çoban           | P     | 1º febbraio 2005  | Turchia              |

## Statistiche

### Statistiche di squadra
| Competizione     | Punti | In casa | In casa | In casa | In trasferta | In trasferta | In trasferta | Totale | Totale | Totale |
| Competizione     | Punti | G       | V       | P       | G            | V            | P            | G      | V      | P      |
| ---------------- | ----- | ------- | ------- | ------- | ------------ | ------------ | ------------ | ------ | ------ | ------ |
| Sultanlar Ligi   | 73    | 17      | 15      | 2       | 16           | 14           | 2            | 33     | 29     | 4      |
| Coppa di Turchia | -     | 1       | 1       | 0       | 0            | 0            | 0            | 3      | 3      | 0      |
| Supercoppa turca | -     | -       | -       | -       | -            | -            | -            | 1      | 0      | 1      |
| Champions League | 18    | 5       | 5       | 0       | 5            | 3            | 2            | 10     | 8      | 2      |
| Totale           | -     | 23      | 21      | 2       | 21           | 17           | 4            | 47     | 40     | 7      |

G = partite giocate; V = partite vinte; P = partite perse

### Statistiche dei giocatori
| Giocatrice     | Campionato | Campionato | Campionato | Campionato | Campionato | Coppa di Turchia | Coppa di Turchia | Coppa di Turchia | Coppa di Turchia | Coppa di Turchia | Supercoppa turca | Supercoppa turca | Supercoppa turca | Supercoppa turca | Supercoppa turca | Champions League | Champions League | Champions League | Champions League | Champions League | Totale | Totale | Totale | Totale | Totale |
| Giocatrice     | P          | PT         | AV         | MV         | BV         | P                | PT               | AV               | MV               | BV               | P                | PT               | AV               | MV               | BV               | P                | PT               | AV               | MV               | BV               | P      | PT     | AV     | MV     | BV     |
| -------------- | ---------- | ---------- | ---------- | ---------- | ---------- | ---------------- | ---------------- | ---------------- | ---------------- | ---------------- | ---------------- | ---------------- | ---------------- | ---------------- | ---------------- | ---------------- | ---------------- | ---------------- | ---------------- | ---------------- | ------ | ------ | ------ | ------ | ------ |
| E. Avcı        | 7          | 13         | 8          | 4          | 1          | 2                | 0                | 0                | 0                | 0                | 0                | 0                | 0                | 0                | 0                | 1                | 2                | 1                | 0                | 1                | 10     | 15     | 9      | 4      | 2      |
| M. Boz         | 14         | 34         | 24         | 3          | 7          | 1                | 6                | 5                | 0                | 1                | 1                | 1                | 0                | 0                | 1                | 5                | 22               | 18               | 3                | 1                | 21     | 63     | 47     | 6      | 10     |
| C. Çetin       | 21         | 9          | 9          | 0          | 0          | 1                | 0                | 0                | 0                | 0                | 1                | 0                | 0                | 0                | 0                | 5                | 1                | 1                | 0                | 0                | 28     | 10     | 10     | 0      | 0      |
| B. Çoban       | 0          | 0          | 0          | 0          | 0          | -                | -                | -                | -                | -                | 0                | 0                | 0                | 0                | 0                | -                | -                | -                | -                | -                | 0      | 0      | 0      | 0      | 0      |
| A.C. de Souza  | 26         | 212        | 170        | 23         | 19         | 3                | 8                | 6                | 1                | 1                | 0                | 0                | 0                | 0                | 0                | 10               | 56               | 44               | 8                | 4                | 39     | 276    | 220    | 32     | 24     |
| E. Erdem       | 27         | 253        | 169        | 64         | 20         | 1                | 11               | 8                | 3                | 0                | 1                | 7                | 5                | 1                | 1                | 7                | 60               | 34               | 17               | 9                | 36     | 331    | 216    | 85     | 30     |
| A. Fedorovceva | 32         | 499        | 374        | 33         | 92         | 3                | 47               | 32               | 3                | 12               | 1                | 18               | 15               | 3                | 0                | 10               | 174              | 128              | 12               | 34               | 46     | 738    | 549    | 51     | 138    |
| I. Fetisova    | 12         | 61         | 33         | 21         | 7          | 3                | 28               | 16               | 8                | 4                | 0                | 0                | 0                | 0                | 0                | 7                | 36               | 20               | 14               | 2                | 22     | 125    | 69     | 43     | 13     |
| A. Germen      | 16         | 0          | 0          | 0          | 0          | 2                | 0                | 0                | 0                | 0                | 0                | 0                | 0                | 0                | 0                | 7                | 0                | 0                | 0                | 0                | 25     | 0      | 0      | 0      | 0      |
| M. İsmailoğlu  | 31         | 163        | 116        | 29         | 18         | 3                | 23               | 17               | 2                | 4                | 1                | 7                | 6                | 1                | 0                | 10               | 35               | 28               | 5                | 2                | 45     | 228    | 167    | 37     | 24     |
| A. Kalaç       | 31         | 231        | 123        | 89         | 19         | 3                | 24               | 12               | 7                | 5                | 1                | 11               | 7                | 4                | 0                | 9                | 63               | 42               | 18               | 3                | 44     | 329    | 184    | 118    | 27     |
| G. Örge        | 33         | 0          | 0          | 0          | 0          | 3                | 0                | 0                | 0                | 0                | 1                | 0                | 0                | 0                | 0                | 10               | 0                | 0                | 0                | 0                | 47     | 0      | 0      | 0      | 0      |
| M. Stysiak     | 30         | 337        | 291        | 30         | 16         | 3                | 13               | 13               | 0                | 0                | 1                | 31               | 28               | 2                | 1                | 10               | 87               | 72               | 11               | 4                | 44     | 468    | 404    | 43     | 21     |
| B. Ünal        | 21         | 21         | 9          | 6          | 6          | 3                | 2                | 1                | 0                | 1                | 1                | 1                | 0                | 1                | 0                | 7                | 4                | 2                | 2                | 0                | 32     | 28     | 12     | 9      | 7      |
| M. Vargas      | 13         | 185        | 158        | 16         | 11         | 2                | 36               | 35               | 0                | 1                | -                | -                | -                | -                | -                | 4                | 70               | 65               | 0                | 5                | 19     | 291    | 258    | 16     | 17     |
| B. Živković    | 30         | 97         | 54         | 24         | 19         | 3                | 8                | 5                | 1                | 2                | 1                | 3                | 2                | 0                | 1                | 9                | 27               | 18               | 4                | 5                | 43     | 135    | 79     | 29     | 27     |

P = presenze; PT = punti totali; AV = attacchi vincenti; MV = muri vincenti; BV = battute vincenti